# دانيال غاليرا
دانيال غاليرا (بالإنجليزية: Daniel Galera)‏ (13 يوليو 1979، ساو باولو في البرازيل)؛ كاتب، مترجم وروائي برازيلي.

## روابط خارجية
- دانيال غاليرا على موقع ميوزك برينز (الإنجليزية)